# Choró
Choró este un oraș în statul Ceará (CE) din Brazilia.